# Kuka sen opettaa (singolo)
Kuka sen opettaa è un singolo della cantante pop Kaija Koo, pubblicato il 21 febbraio 2014 dalla Warner Music Finland. Il brano è stato composto da Jonna Kärkkäinen e Mikko Tamminen e scritto da Paula Vesala.
Il singolo è entrato nelle classifiche brani più scaricati raggiungendo la diciannovesima posizione nella classifica dei singoli più venduti e la seconda posizione nella classifica dei singoli più scaricati.

## Tracce
1. Kuka sen opettaa – 4:19 (testo: Paula Vesala – musica: Jonna Kärkkäinen e Mikko Tamminen)

## Classifiche
| Classifiche          | Massima posizione |
| -------------------- | ----------------- |
| Finlandia            | 17                |
| Finlandia (digitale) | 2                 |
| Finlandia (radio)    | 1                 |

## Cover di Sanni
Kuka sen opettaa è un singolo della cantante pop finlandese Sanni. È stato pubblicato il 20 ottobre 2017 attraverso la Warner Music Finland. Il singolo fa parte del repertorio prodotto durante la settima edizione del format televisivo finlandese Vain elämää.
Il singolo è entrato nelle classifiche finlandesi, in particolare quella dei brani più scaricati e in quella dei brani più ascoltati in streaming.

### Tracce
1. Kuka sen opettaa – 3:25

### Classifica
| Classifica            | Massima posizione |
| --------------------- | ----------------- |
| Finlandia             | -                 |
| Finlandia (download)  | 17                |
| Finlandia (radio)     | -                 |
| Finlandia (streaming) | 24                |